# Five Minutes to Live
Pour plus de détails, voir Fiche technique et Distribution.
Five Minutes to Live (ou Door-to-Door Maniac) est un film américain de Bill Karn, sorti en 1961.

## Synopsis
Fred Dorella et Johnny Cabot braquent une banque : pendant que Fred se rend à la banque pour faire un retrait de 70 000 $ tandis que Johnny, se faisant passer pour un représentant de commerce, prend la femme du directeur en otage à son domicile.

## Fiche technique
- Titre : Five Minutes to Live
- Titre alternatif : Door-to-Door Maniac
- Réalisation : Bill Karn (1913-1966)
- Scénario : Cay Forester , Palmer Thompson et Robert L. Joseph
- Direction artistique : Edward Shiells
- Décors : Harry Reif
- Photographie : Carl E. Guthrie
- Montage : Donald Nosseck
- Musique : Gene Kauer
- Production : James Ellsworth, Ludlow Flower et William Mace
- Budget : 100 000 $
- Pays d'origine : États-Unis
- Format : Noir et blanc - 35 mm - 1,33:1 - Mono
- Genre : film de casse, thriller
- Durée : 80 minutes
- Date de sortie : 7 décembre 1961

## Distribution
- Johnny Cash : Johnny Cabot
- Donald Woods : Ken Wilson
- Cay Forester : Nancy Wilson
- Pamela Mason (en) : Ellen Harcourt
- Vic Tayback : Fred Dorella
- Ron Howard : Bobby Wilson
- Merle Travis : Max, le patron du bowling
- Midge Ware : Doris Johnson
- Norma Varden : Priscilla Auerbach
- Leslie Kimmell : Mr. Johnson
- Marge Waller : Secretary
- Patricia Lynn : Gert
- Frances Flower : Irma
- Hanna Landy : Carol
- Cynthia Flower : Girl Bowling
- Max Manning : Pete
- Howard Wright : Pop
- Charles Buck : Bank Teller
- Byrd Holland : Policeman

## Autour du film
Johnny Cash chante la chanson du générique, Five Minutes to Live, qu'il a écrite, avec Merle Travis à la guitare.
Le film est sorti en 1961 sous le titre Five Minutes to Live, puis il est re-sorti en 1966 sous le titre Door-to-Door Maniac.

## Remake
La production d'un remake réalisé par Jan de Bont a été annoncée en 2012.